# Весёлый (Северский район)
Весёлый — хутор в Северском районе Краснодарского края. Входит в состав Черноморского городского поселения.

## География
Хутор Весёлый расположен примерно в 45 км к юго-западу от центра Краснодара и в 15 км к западу от станицы Северская. Южнее хутора расположена железная дорога с остановочным пунктом Черноморский. В километре к югу от хутора Весёлый проходит автотрасса А146 Краснодар — Новороссийск. Ближайшие населённые пункты — посёлок Черноморский (на юге) и посёлок Новопетровский (на севере).

## Население
| 2002 | 2010 |
| ---- | ---- |
| 43   | ↗83  |